# 醋氟拉诺
醋氟拉诺（INN：acefluranol；开发代号：BX-591），或译醋氟兰诺，系统名2,3-双(3,4-二乙酰氧基-5-氟苯基)戊烷，是一种乙烯雌酚组的非甾体类抗雌激素，该药物从未上市。